# Giuseppe Cioni
Don Giuseppe Cioni (Poggibonsi, 1902 – Campi Bisenzio, 1963) è stato un artista, compositore e religioso italiano, per lunghi anni priore della chiesa di San Martino a Campi Bisenzio.

## Biografia
Originario di Poggibonsi, giunse nella parrocchia campigiana nel 1932 e si adoperò, dando prova di un singolare attivismo e di amore per l'arte, per promuoverne un urgente restauro e impegnandosi personalmente nell'abbellimento della stessa con alcune sue creazioni. Le visioni "moderne" del giovane parroco si rivelarono anche con la costruzione, accanto alla chiesa, di una pista per pattinaggio e di alcuni campi da tennis, strutture allora solo alla portata dei benestanti, che poterono quindi essere usufruite da numerose persone.
Oltre che pittore e scultore, Giuseppe Cioni fu anche musicista, compositore di messe, mottetti e cantate ed anche filosofo, dedicandosi a studi e riflessioni sulla Santissima Trinità.
Tra le opere del poliforme priore vanno ricordate una statua in terracotta raffigurante San Francesco, alcune terrecotte, la statua della Madonna del Pensiero, un dipinto raffigurante la Madonna delle Grazie, una statua raffigurante un Balilla (collocata nel Parco della Rimembranza del capoluogo e distrutta il 25 luglio 1943) e due busti raffiguranti il tenore sanmartinese Gino Fratesi.
Don Giuseppe Cioni morì nel 1963.